# Українські мелодії
«Українські мелодії» — радянський фільм-концерт 1945 року, знятий режисерами Ігорем Земгано і Гнатом Ігнатовичем на Київській кіностудії.

## Сюжет
У фільм-концерт включені пісенні і танцювальні номери, об'єднані розповіддю про життя України.

## У ролях
- Іван Паторжинський — Кобзар
- Володимир Шишкін — Ярема
- Олександр Сердюк — воїн-поет
- Валентина Івашова — Оксана
- Зоя Гайдай — Оксана
- Костянтин Лаптєв — Семен
- Віктор Добровольський — Богдан Хмельницький
- Олексій Ватуля — Кривонос
- Іван Кононенко-Козельський — Богун
- Катерина Осмяловська — Соломія
- Микола Платонов — Ярема

## Знімальна група
- Режисери — Ігор Земгано, Гнат Ігнатович
- Сценаристи — Любомир Дмитерко, Євген Помєщиков
- Оператор — Олександр Лаврик
- Композитор — Михайло Вериківський
- Художник — Моріц Уманський